# Ágios Týchon
Ágios Týchon är en ort i Cypern.   Den ligger i distriktet Eparchía Lárnakas, i den södra delen av landet, 50 km söder om huvudstaden Nicosia. Ágios Týchon ligger 96 meter över havet och antalet invånare är 2 204. Den ligger på ön Cypern.
Terrängen runt Ágios Týchon är kuperad åt nordväst, men åt sydost är den platt. Havet är nära Ágios Týchon söderut.  Närmaste större samhälle är Limassol, 10,3 km sydväst om Ágios Týchon. 
Klimatet i området är subalpint. Årsmedeltemperaturen i trakten är 0 °C. Den varmaste månaden är juni, då medeltemperaturen är 2 °C, och den kallaste är augusti, med −1 °C. Genomsnittlig årsnederbörd är 510 millimeter. Den regnigaste månaden är december, med i genomsnitt 112 mm nederbörd, och den torraste är augusti, med 1 mm nederbörd.